# Brno
Brno (ˈbr̩no; németül: Brünn; elavult középkori elnevezésekkel magyarul: Berén, Börön vagy Börénvásár; latinul Bruna; jiddisül ברין, Brin) mind népességét, mind területét tekintve Csehország második legjelentősebb városa, Morvaország legnagyobb városa, a történelmi Morva Őrgrófság fővárosa. Brno a Dél-morvaországi kerület központja, melyen belül önálló járást alkot, a Brno városi járást. A város a Svitava és a Svratka összefolyásánál fekszik. Becsült lakossága 2023. január 1-jei állapot szerint 396 101 fő volt. Agglomerációjának lakosságát általában 800 000 főre teszik. A környék állandó lakossága a 2004-es népszámláláskor 730 000 fő volt.
Brno Csehország igazságszolgáltatási intézményeinek székhelye. Itt van az Alkotmánybíróság, a Legfelsőbb Bíróság, a Legfelsőbb Közigazgatási Bíróság és a Legfőbb Ügyészség is. Mindezek mellett itt van számos államigazgatási intézmény székhelye is. Ezek közé tartozik az ombudsman, a Versenyvédelmi Hivatal, valamint a Cseh Mezőgazdasági és Élelmiszerügyi Felügyelőség is. Brno a 13 felsőoktatási intézményhez tartozó 33 karával és 89 000 hallgatójával felsőoktatási központ is egyben. A törvényi előírásoknak megfelelően a Cseh Televíziónak és a Cseh Rádiónak is van itt stúdiója.
A Brnói Kiállítóközpont Európa legnagyobb ilyen jellegű építményegyüttesei közé tartozik, és világszinten is ez a 23. legnagyobb. A komplexum 1928-ban nyílt meg, és innentől kezdve a városban folyamatosan tartanak kiállításokat és vásárokat is. Brno híres az itt megtartott motor- és egyéb futamokról, melyeknek az 1930-as Grand Prix-bajnokság óta a Masarykův okruh ad otthont. Egy másik, a helyhez kapcsolódó nemzetközi esemény az Ignis Brunensis Nemzetközi Tűzijáték Fesztivál, melyet naponta 100-200 ezer ember tekint meg.
A legtöbb látogatót a Špilberk vár, valamint a Szent Péter és Pál-katedrális vonzza a városba. Mind a két építmény a Petrov-hegyen, az óváros területén, a város szívében helyezkedik el. Ezek a város legnevezetesebb építményei és gyakran a település szimbólumaiként emlegetik. A város másik, megmaradt vára a Brnói-víztározó közelében fekvő Veveří vára. Ehhez az épülethez, mint Brno számos más helyéhez, több legenda is kapcsolódik. Brno egy másik fontos építménye a funkcionalista  Tugendhat-villa, mely szerepel a UNESCO világörökségi helyszíneinek listáján is.

## A magyar névhasználat
Középkori magyar neve Berén, később azonban ez kikopott a használatból és a 19. századi magyar szövegekben már a németből átvett Brünn az egyeduralkodó. A kommunista uralom évtizedeiben szigorúan az adott ország nyelvén használt településnév szabályát alkalmazták, így a magyar szövegekben teret nyert a Brno változat, miközben Magyarországon elhomályosult az azonosság a Brünn névvel. 1990-től mindkét névváltozat használatban van, a használó ízlésétől, tudásától és a kontextustól függően. A szlovákiai és csehországi magyar sajtó általában a Brünn változatot használja, de tulajdonnevekben, például helyi sportklubok, cégek esetében gyakran a cseh elnevezést.

## Fekvése
A város a Dél-morvaországi kerületben, a Cseh–Morva-dombság, a Drahany-dombság és a Brünni-alföld határán, a Svitava és a Svratka folyók völgyében fekszik, a Pozsonyt Prágával összekötő D1-es és D2-es autópálya mellett. A várostól északra található a szakadékokban és barlangokban bővelkedő Morva-karszt.

## Éghajlata
| Hónap                                                 | Jan. | Feb. | Már. | Ápr. | Máj. | Jún. | Júl. | Aug. | Szep. | Okt. | Nov. | Dec. | Év   |
| ----------------------------------------------------- | ---- | ---- | ---- | ---- | ---- | ---- | ---- | ---- | ----- | ---- | ---- | ---- | ---- |
| Átlagos max. hőmérséklet (°C)                         | 0,2  | 3,1  | 8,5  | 14,4 | 19,5 | 22,6 | 24,5 | 24,2 | 20,2  | 14,1 | 6,6  | 1,9  | 13,4 |
| Átlagos min. hőmérséklet (°C)                         | −5,2 | −3,3 | −0,2 | 3,9  | 8,3  | 11,4 | 12,7 | 12,6 | 9,5   | 5,0  | 0,9  | −3,0 | 4,4  |
| Átl. csapadékmennyiség (mm)                           | 25   | 24   | 24   | 32   | 61   | 72   | 64   | 56   | 38    | 31   | 37   | 27   | 490  |
| Havi napsütéses órák száma                            | 45   | 72   | 121  | 169  | 220  | 221  | 235  | 218  | 162   | 124  | 51   | 40   | 1677 |
| Forrás: World Meteorological Organization (UN) , NOAA |      |      |      |      |      |      |      |      |       |      |      |      |      |

| Hónap | Jan.  | Feb.  | Már.  | Ápr. | Máj. | Jún. | Júl. | Aug. | Szep. | Okt. | Nov.  | Dec.  | Év    |
| --- | ----- | ----- | ----- | ---- | ---- | ---- | ---- | ---- | ----- | ---- | ----- | ----- | ----- |
| Rekord max. hőmérséklet (°C) | 12,2  | 17,6  | 24,3  | 28,0 | 29,7 | 38,2 | 36,0 | 34,9 | 32,0  | 26,5 | 20,1  | 14,4  | 38,2  |
| Rekord min. hőmérséklet (°C) | −24,1 | −22,2 | −18,6 | −5,1 | −1,9 | 1,8  | 3,6  | 3,0  | −0,7  | −5,5 | −13,1 | −19,4 | −24,1 |
| Forrás: World Meteorological Organization (UN) World Weather Information Service – Brno. World Meteorological Organization, 2011 [2016. március 3-i dátummal az eredetiből archiválva]. (Hozzáférés: 2013), NOAA |       |       |       |      |      |      |      |      |       |      |       |       |       |

## Története
A város a Nagymoráviához tartozott a 9. században, a monda szerint egy Bryno nevű törzsfő alapította, neve sáros, mocsaras helyet jelent.
Várossá a 13. században, javarészt német telepesek bevándorlása révén fejlődött: 1243-ban I. Vencel cseh király adott neki városi jogokat. Várát 1241-ben a Magyarország felé tartó tatárok nem bírták elfoglalni. A Přemysl- és a Luxemburgi-dinasztia alatt egy részfejedelemség, később őrgrófság központja volt, ahol az éppen uralkodó cseh király testvérei, unokatestvérei gyakorolták a hatalmat. Időközben Olmützöt megelőzve fokozatosan Brno vált Morvaország székhelyévé (véglegesen csak a 17. századra).
A huszita háborúk idején Brno 1421-ben Zsigmond király oldalára állt, és a husziták 1428-ban és 1430-ban sem tudták elfoglalni. A katolikus morva rendek a kelyhes Podjebrád György cseh királlyal szemben Hunyadi Mátyás magyar király oldalára álltak, aki 1469-ben Brno várát, a Špilberket is elfoglalta, így a város 1490-ig magyar uralom alatt állt. 1488-ban Brnóban nyomtatták ki a Thuróczi-krónikát.
A harmincéves háború sok szenvedést okozott lakóinak, de Brno ellenállt a támadásoknak: 1645-ben a francia Raduit de Souches vezetésével hősiesen visszaverték Lennart Torstenson svéd–erdélyi seregeit. Várát megerősítették, így mind a törökök, mind a poroszok (1742) ostromainak ellenállt. Spielberg hírhedt börtönében raboskodott pl. Trenck báró, a magyar jakobinusok (Kazinczy Ferenc, Batsányi János), mindenféle forradalmár és 1849-es honvédjeink. 1805-ben Napóleon foglalta el, és egy éjszakát töltött a városban az austerlitzi csata előtt, 1809-ben pedig felrobbantatta bástyáinak egy részét.
Híres posztóipara miatt az „osztrák Manchester” néven emlegették, 1780-ban már húsz textilmanufaktúrája volt. 1788-ban kőszenet találtak környékén, ami fellendítette az ipart és a kereskedelmet, majd 1839-ben elérte a vasút is, és a régi osztrák birodalom legnagyobb (javarészt német lakosságú) gyárvárosa lett.
Az 1. Csehszlovák Köztársaság idején alakult meg a Masaryk Egyetem (1919), és Brno a Morávia-Szilézia Tartomány fővárosa lett. 1928 óta jelentős vásárváros. 1939-ben megszállta a náci Németország, és a Spielbergben sok ellenállót végeztek ki. A második világháború után a német lakosságot (20-30 000 embert) gyalog hajtották az osztrák határ felé, amibe sokan belehaltak: ez volt a hírhedt „brünni halálmenet”.
A szocialista időkben fontos gyára volt a Zetor traktorgyár, a Starobrno sörgyár és a Zbrojovka fegyvergyár. 1965 óta folyamatosan itt rendezik a MotoGP Cseh(szlovák) Nagydíjának futamait. 1992-ben a brnói Tugendhat-villában folytattak tárgyalásokat Csehszlovákia kettéválásáról.

## Nevezetességei
- Kapucinusok Szent Kereszt temploma: 1648–51 között épült a leghátborzongatóbb látványosság Brnóban. Szellőzőnyílásainak rendszere megőrizte a szerzetesek kiszáradt földi maradványait, akik 1780-ig temetkeztek ide. Összesen 153 múmiát őriznek itt, köztük városi urakat és Trenck Ferenc báró, pandúrezredes (1711–1749) tetemét is, aki a Spielberg (ma: Spilberk) börtönében raboskodott haláláig. (Jókai Mór: A két Trenk c. regényében ő a „magyar Trenk”).
- Spielberg vára (Špilberk): Először 1277-ben említett gótikus stílusú vár, mely a 17–18. században terebélyes barokk erődítménnyé vált. 1795 utolsó három hónapjában itt raboskodott társaival együtt Kazinczy Ferenc. Ezekre az időkre a vár falán található márványtábla emlékeztet: „A magyar hazafiaknak, akik a vár börtönében szenvedtek a nemzeti függetlenségért és a haladásért. A magyar nép – 1964”. 1939–40-ben a Gestapo központja volt, 1961 óta itt található a Brnói Városi Múzeum.
- A petrovi Szent Péter és Pál-katedrális: XI. századi eredetű, javarészt gótikus stílusú püspöki székesegyház. Ez a katedrális látható a cseh 10 koronás érmén is.
- Szent Jakab-templom: a német telepesek templomaként épült gótikus stílusban, a XIII-XVI. században. Reneszánsz tornya 92 m magas.
- Újvárosháza: eredetileg dominikánus kolostor volt.
- Óvárosháza: gótikus főbejárat, reneszánsz torony. Itt látható a híres "brnói sárkány" és a "brnói kerék".
- Villa Tugendhat: 1929-ben a németet Mies van der Rohe építette, kiemelkedő funkcionalista építmény. 2002 óta az UNESCO által nyilvántartott világörökség része.
- Kiállítási Terület: Európa legelegánsabb vásárterülete, melyet 1928-ban alapítottak. A vásárvárost harminc mérnök tervezte, állandó és időszaki pavilonok állnak itt.[25]

## Közlekedés
A brnói közlekedési vállalat 13 villamosvonalat, 13 trolibuszvonalat (Csehország legnagyobb trolibuszhálózata) 40 nappali és 11 éjszakai buszjáratot működtet. A villamosoknak nagy hagyományuk van Brnóban; az első lóval vontatott járat 1869-ben indult. A városi tömegközlekedés a IDS JMK nevű rendszerbe integrálódik a régió közlekedési hálózatával és néhány nagyobb környékbeli várossal együtt. A város metró (S-Bahn) rendszer kiépítését is tervezi, hogy a felszíni közlekedést tehermentesítse.
Az első vasút 1839-ben épült meg Brno és Bécs között. Ez volt az első működő vasútvonal a mai Cseh Köztársaság területén. Brno ma nemzetközi jelentőségű vasúti elágazás. Kilenc megálló és vasútállomás bonyolít személyszállítást. A jelenlegi főpályaudvart, ami a régió vasútközlekedésének központja, naponta 50 000 utas használja, kb. 500 vonat érkezik és indul.
A közúti közlekedés területén Brno szintén jelentős központ. A D1-es autópálya vezet Prága és Ostrava felé, a D2-es autópálya pedig Pozsony felé. Az R52-es gyorsforgalmi út vezet Bécs felé, a tervezett R43-as út kapcsolja majd össze Brnót Morvaország északi részeivel. A város körgyűrű építésén is dolgozik, építés alatt áll a Královo Pole-i alagút, és további alagutakat is terveznek.
Légi közlekedés: Brnót két repülőtér szolgálja ki. Az egyik a Brno–Tuřany repülőtér, melynek forgalma nagyot nőtt az utóbbi években. Innen Londonba, Rómába, Moszkvába, Szentpétervárra és más városokba van közvetlen járat. Ez a repülőtér a rendőrségi helikopterek egyik központjaként is szolgál.
A másik repülőtér egy kis füves repülőtér Brno Medlánky mellett, ezt főleg hobbirepülők és hőlégballonok használják.
A kerékpározás is nagyon elterjedt Brünnben, 38 kilométernyi kerékpárút vezet a városban. Egy hosszú bicikliút vezet Bécsig körülbelül 130 kilométer hosszan. Brnón számos túraútvonal is áthalad.

## Közigazgatási beosztása

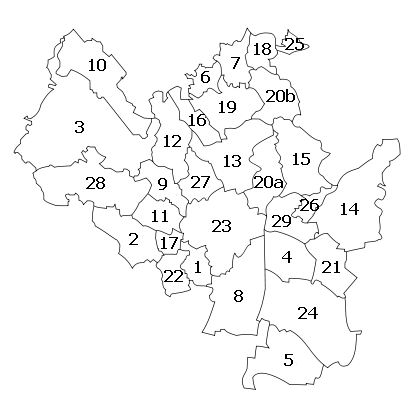
Brno közigazgatási felosztása

A várost 29 kerületre osztották:
| Brno közigazgatási felosztása | Brno közigazgatási felosztása | Brno közigazgatási felosztása | Brno közigazgatási felosztása |
|                               | Kerület                       | Telekkönyvi terület |                               |
| ----------------------------- | ----------------------------- | --- | ----------------------------- |
| 1.                            | Brno-Bohunice                 | Bohunice |                               |
| 2.                            | Brno-Bosonohy                 | Bosonohy |                               |
| 3.                            | Brno-Bystrc                   | Bystrc |                               |
| 4.                            | Brno-Közép (Brno-střed)       | Brünn város (Město Brno), Pisárky (részben), Óbrünn (Staré Brno), Stránice, Štýřice, Veveří, Trnitá (részben), Zábrdovice (részben) |                               |
| 5.                            | Brno-Černovice                | Černovice |                               |
| 6.                            | Brno-Chrlice                  | Chrlice |                               |
| 7.                            | Brno-Ivanovice                | Ivanovice |                               |
| 8.                            | Brno-Jehnice                  | Jehnice |                               |
| 9.                            | Brno-Jundrov                  | Jundrov (részben), Pisárky (részben)                                                                                                |                               |
| 10.                           | Brno-Kníničky                 | Kníničky |                               |
| 11.                           | Brno-Kohoutovice              | Kohoutovice, Jundrov (részben), Pisárky (részben)                                                                                   |                               |
| 12.                           | Brno-Komín                    | Komín |                               |
| 13.                           | Brno-Královo Pole             | Černá Pole (részben), Královo Pole, Ponava, Sadová                                                                                  |                               |
| 14.                           | Brno-Líšeň                    | Líšeň |                               |
| 15.                           | Brno-Maloměřice a Obřany      | Maloměřice (részben), Obřany |                               |
| 16.                           | Brno-Medlánky                 | Medlánky |                               |
| 17.                           | Brno-Észak (Brno-sever)       | (Černá Pole (részben), Husovice, Lesná, Soběšice, Zábrdovice (részben))                                                             |                               |
| 18.                           | Brno-Nový Lískovec            | Nový Lískovec |                               |
| 19.                           | Brno-Ořešín                   | Ořešín |                               |
| 20.                           | Brno-Řečkovice a Mokrá Hora   | Mokrá Hora, Řečkovice |                               |
| 21.                           | Brno-Slatina                  | Slatina |                               |
| 22.                           | Brno-Dél (Brno-jih)           | Komárov, Dolní Heršpice, Horní Heršpice, Přízřenice, Trnitá (részben)                                                               |                               |
| 23.                           | Brno-Starý Lískovec           | Starý Lískovec |                               |
| 24.                           | Brno-Tuřany                   | Brněnské Ivanovice, Dvorska, Holásky, Tuřany                                                                                        |                               |
| 25.                           | Brno-Útěchov                  | Útěchov |                               |
| 26.                           | Brno-Vinohrady                | Maloměřice (részben), Židenice (részben)                                                                                            |                               |
| 27.                           | Brno-Žabovřesky               | Žabovřesky |                               |
| 28.                           | Brno-Žebětín                  | Žebětín |                               |
| 29.                           | Brno-Židenice                 | Zábrdovice (részben), Židenice (részben)                                                                                            |                               |

## Gazdaság
Brno jelentős ipari központ: vegyi, elektromos, élelmiszer-, jármű- és építőipara, fegyver- és motorgyára, sörgyára, textilipara ma is fontos. Több nagyobb informatikai cég is jelen van: IBM, Motorola, SGI, Red Hat

## Kultúra
- A város művelődési és művészeti központ is egyben.
- Kiemelkedő oktatási és kulturális intézményei: a Masaryk Egyetem, az Állatorvosi Főiskola, a Műszaki Főiskola és az Állami Filharmónia.

## Vallás
- XVI. Benedek pápa ünnepi szentmisét tartott 2009. szeptember 27-én 120 000 fő részvételével a város repülőterén.

## Sajtó
- Regionális esti hírlapja 1968 és 1989 között Brněnský večerník címmel jelent meg.

## Híres emberek
- Karel Abraham – motorversenyző
- Kratochwill Károly, a Székely Hadosztály alapítója.
- Renner Péter - '56-os forradalmár.
- Kurt Gödel – matematikus
- Martin Havlát – Chicago Blackhawks jégkorong játékos
- Leoš Janáček – zeneszerző
- Viktor Kaplan – feltaláló
- Erich Wolfgang Korngold – zeneszerző
- Milan Kundera – író
- Adolf Loos – korai modern építész
- Ernst Mach – fizikus
- Jiří Mahen – író
- Gregor Mendel – a genetika alapítója
- Léon Minkus – zeneszerző
- Robert Musil – író
- Alexander Ypsilantis (1792–1828) – görög katonai parancsnok és nemzeti hős
- Jan Graubner (1948) olomouci érsek

## Testvérvárosai
Brünn a következő városokkal áll működő partneri megállapodásban:
| - Debrecen, Magyarország - Dallas, Egyesült Államok - Kaunas, Litvánia - Leeds, Egyesült Királyság - Lipcse, Németország - Poznań, Lengyelország - Rennes, Franciaország |  | - Stuttgart, Németország - Sankt Pölten, Ausztria - Utrecht, Hollandia - Bécs, Ausztria - Voronyezs, Oroszország |

További városok, amelyek Brno testvérvárosának tekintik magukat:
| - Odense, Dánia |

## Érdekességek
- A 2889 Brno aszteroidát a városról nevezték el.

## Népesség
A település népessége az elmúlt években az alábbi módon változott:
| Lakosok száma | 73 771 | 176 645 | 237 659 | 314 235 | 371 463 | 378 327 | 377 028 | 380 681 | 398 510 | 400 566 |
|               | 1869   | 1900    | 1921    | 1961    | 1980    | 2012    | 2016    | 2019    | 2021    | 2024    |